# Bleed (Angel Dust)
Bleed is het vierde studioalbum van de Duitse powermetalband Angel Dust.

## Tracklijst
1. "Bleed" - 4:39
2. "Black Rain" - 3:47
3. "Never" - 6:02
4. "Follow Me Pt.1" - 4:30
5. "Follow Me Pt.2" - 6:14
6. "Addicted To Serenity" - 5:05
7. "Surrender?" - 7:06
8. "Sanity" - 6:01
9. "Liquid Angel" - 4:44

## Bezetting
- Dirk Thurisch - vocalen
- Bernd Aufermann - gitaar
- Frank Banx - basgitaar
- Steven Banx - keyboard
- Dirk Assmuth - drumstel